# 29167 Masataka
29167 Masataka è un asteroide della fascia principale. Scoperto nel 1989, presenta un'orbita caratterizzata da un semiasse maggiore pari a 2,559884 UA e da un'eccentricità di 0,170915, inclinata di 9,277689° rispetto all'eclittica. Ha un diametro di 5,727 km e un'albedo di 0,235.
Fa parte della famiglia di asteroidi Rafita.